# 奧特波斯特冰原島峰
75°50′S 158°12′E / 75.833°S 158.200°E
奧特波斯特冰原島峰（英語：Outpost Nunataks）是南極洲的冰原島峰，位於奧次地，屬於阿爾伯特親王山脈的一部分，處於布里姆斯頓峰西南面7公里，由新西蘭探險隊繪入地圖，現時由南極條約體系管理。